# That’s What the Blues Is All About
That’s What the Blues Is All About – debiutancki album polskiego zespołu bluesowego Daddy’s Cash we współpracy z Amerykaninem Johnem Lee Hookerem Jr. Ukazał się w listopadzie 2012 r. Na albumie śpiewa również Beata Bednarz oraz Frank Thibeaux. Płyta została wydana w formatach: CD (nr katalogowy 9901598), digital download oraz jako potrójny, trójkolorowy winyl. Dnia 16 stycznia 2013 album otrzymał status złotej płyty. W ramach promocji odbyły się koncerty Daddy’s Cash z Johnem L. Hookerem Juniorem: 18 stycznia 2013 r. w Teatrze im. Witkacego w Zakopanem oraz 20 stycznia 2013 r. w Muzycznym Studiu im. Agnieszki Osieckiej Programu 3 Polskiego Radia w Warszawie.

## Lista utworów
| 1.  | „Speeding”                                              | 4:09  |
|     |                                                         |       |
| 2.  | „Check Your Ego at the Door”                            | 3:31  |
|     |                                                         |       |
| 3.  | „I'm a Grown Man”                                       | 5:13  |
|     |                                                         |       |
| 4.  | „Boogie Woogie”                                         | 3:53  |
|     |                                                         |       |
| 5.  | „Work Until I Die”                                      | 5:28  |
|     |                                                         |       |
| 6.  | „Let You Go”                                            | 3:34  |
|     |                                                         |       |
| 7.  | „Bad Friend”                                            | 4:16  |
|     |                                                         |       |
| 8.  | „Something's Wrong”                                     | 3:31  |
|     |                                                         |       |
| 9.  | „That's What the Blues Is All About”                    | 2:54  |
|     |                                                         |       |
| 10. | „I Can Do Bad All by Myself”                            | 3:17  |
|     |                                                         |       |
| 11. | „Let's Go Home”                                         | 3:16  |
|     |                                                         |       |
| 12. | „I Gotta Do What I Gotta Do”                            | 3:40  |
|     |                                                         |       |
| 13. | „You Funny Too”                                         | 3:45  |
|     |                                                         |       |
| 14. | „Chingaling Chingaling”                                 | 3:28  |
|     |                                                         |       |
| 15. | „Daddy’s Blues” (song dedicated to John Lee Hooker Jr.) | 5:52  |
|     |                                                         |       |
|     |                                                         | 59:47 |
|     |                                                         |       |